# المستعمرة الأمريكية (القدس)
المُستعمًرة الأمريكية هي مُستَعمرة تقع بالقُرب من مدينة القدس بُنيَّت في عام 1881 من قبل أعضاء المجتمع الطوباوي المسيحي آنا وهوراشيو سبافورد. تحولت المستعمرة الآن إلى فندق في القدس الشرقية، حيث لا يزال يُعرف بهذا الاسم حتى اليوم.
بعد تعرض شيكاغو لسلسلة من الخسائر المأساوية في فبراير 1871، دفعت هذه الأحداث آنا وهوراشيو سبافورد إلى جانب فرقة أمريكية صغيرة في عام 1881 إلى القدس لتشكل مجتمع فضلوي مسيحي. وعرفت لاحقًا باسم المُستَعمرة الأمريكية، وانضم في وقت لاحق مسيحيين سويديين. شارك المجتمع في العمل الخيري بين أهل القدس بغض النظر عن الانتماء الديني، وكسبت ثقة السكان المسلمين، واليهود، والمسيحيين المحليين. أثناء وخلال وبعد الحرب العالمية الأولى، قامت المستعمرة الأمريكية بالعديد من الأعمال الخيرية للتخفيف من حدة معاناة السكان المحليين، وفتحت مطابخ الحساء والمستشفيات ودور الأيتام والمشاريع الخيرية الأخرى.
على الرغم من أن المستعمرة الأمريكية لم تعد موجودة كجماعة دينية في أواخر 1940، واصل أفراد المستعمرة في القيام بدور نشط في الحياة اليومية في القدس. في نحو نهاية 1950، تم تحويل مقر إقامة المجتمع إلى فندق. في عام 1992 التقى ممثلون عن منظمة التحرير الفلسطينية وإسرائيل التقى في الفندق حيث بدأت المحادثات التي أدت إلى التاريخي 1993 اتفاق أوسلو للسلام.